# Lactoduc

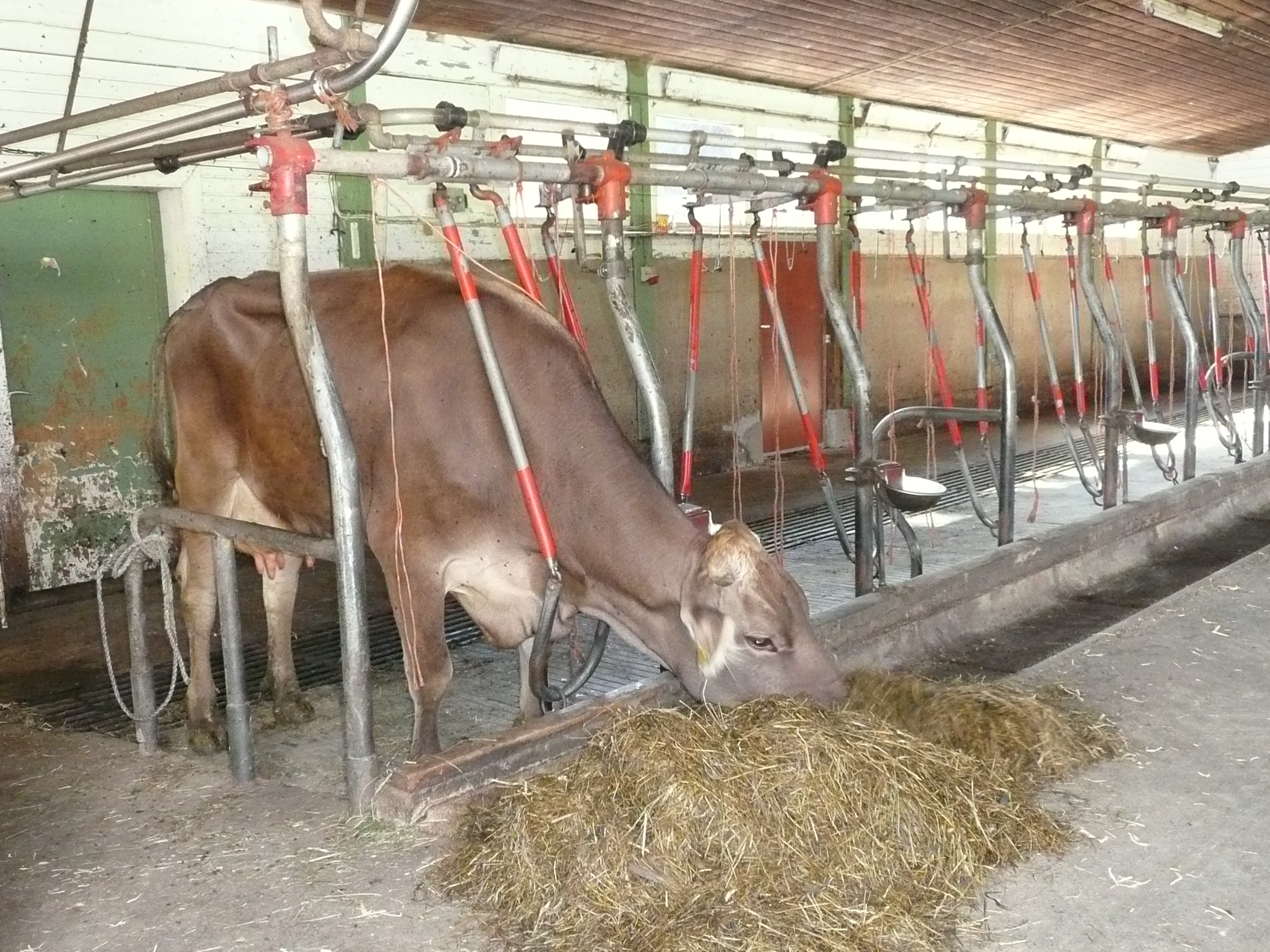
lactoduc

Un lactoduc  est un système de tuyauterie servant à transporter le lait, ou le petit-lait, entre le lieu de la traite et son lieu de stockage.
Probablement le lactoduc le plus long qui a existé était celui qui entre 1978 et 1994 a connecté l'île d'Ameland (Pays-Bas) et Holwerd, dont 8 km sous la Mer des Wadden. Chaque jour, 30 000 litres de lait produits sur l'île étaient transportés pour être traité sur la terre ferme.